# Caro (Name)
Caro ist ein weiblicher Vorname sowie italienischer und spanischer Familienname.

## Namensträger

### Künstlername
- Caro (Sängerin) (* 1958), deutsche Rocksängerin

### Vorname
- Caro Cult (* 1994), deutsche Schauspielerin
- Caro Daur (* 1995), deutsche Bloggerin
- Caro Dawes (1866–1957), US-amerikanische Second Lady
- Caro Emerald (* 1981), niederländische Pop- und Jazzsängerin
- Caro Hetényi (* 1980), deutsche Schauspielerin, Sängerin und Musicaldarstellerin
- Caro Jost (* 1965), deutsche Künstlerin
- Caro Lamoureux (1904–1998), kanadische Sängerin
- Caro Lucas (1949–2010), iranischer Wissenschaftler
- Caro Niederer (* 1963), Schweizer konzeptuelle Künstlerin
- Caro Scrimali (* 1976), deutsche Schauspielerin

### Familienname
- Alexandra Caró (* 1985), österreichische Sängerin
- Alonso Caro y del Arroyo (1880–1957), spanischer Diplomat
- Ana Caro de Mallén († 1646), spanische Dichterin und Dramatikerin
- Annibale Caro (1507–1566), italienischer Dichter
- Anthony Caro (1924–2013), britischer Bildhauer
- Carl Caro (1850–1884), deutscher Lyriker und Bühnendichter
- Cathia Caro (* 1946), französische Schauspielerin
- Cristián Caro Cordero (* 1943), chilenischer Geistlicher, Erzbischof von Puerto Montt
- Daniel Caro Borda (* 1939), kolumbianischer Geistlicher, emeritierter Bischof von Soacha
- Elme-Marie Caro (1826–1887), französischer Philosoph
- Fabrice Caro (* 1973), französischer Comicautor, siehe Fabcaro
- Georg von Caro (1849–1913), deutscher Großindustrieller
- Georg Caro (Historiker) (1867–1912), deutscher Historiker
- Heinrich Caro (1834–1910), deutscher Chemiker
- Henry Caro-Delvaille (1876–1928), französischer Genre- und Porträtmaler
- Herbert Caro (1906–1991), deutscher Tischtennisspieler und Übersetzer
- Horatio Caro (1862–1920), englischer Schachspieler und Schachtheoretiker
- Isabelle Caro (1980–2010), französisches Magermodel
- Isidor Caro (1876 oder 1877–1943), deutscher Rabbiner
- Jacob Caro (1835–1904), deutscher Historiker
- José Antonio Caro de Boesi (1758–1814), venezolanischer Musiker und Komponist
- José María Caro Rodríguez (1866–1958), chilenischer Geistlicher, Erzbischof von Santiago de Chile
- Juan Ramón López Caro (* 1963), spanischer Fußballtrainer
- Julio Caro Baroja (1914–1995), spanischer Historiker und Ethnologe
- Jürgen Caro (* 1951), deutscher Chemiker
- Klara Caro (1886–1979), deutsche Frauenrechtlerin
- Kurt Caro (1905–1979), deutscher Publizist
- Laura García-Caro (* 1995), spanische Leichtathletin
- Manuel Antonio Caro (1835–1903), chilenischer Maler
- Marc Caro (* 1956), französischer Regisseur
- María José Caro (* 1985), peruanische Schriftstellerin
- Maria Pascuala Caro Sureda (1768–1827), spanische Mathematikerin und Priorin
- Miguel Antonio Caro (1843–1909), kolumbianischer Politiker, Präsident 1894 bis 1898
- Mike Caro (* 1944), US-amerikanischer Pokerspieler
- Niki Caro (* 1967), neuseeländische Filmregisseurin und Drehbuchautorin
- Nikodem Caro (1871–1935), polnisch-deutscher Chemiker
- Nydia Caro (* 1948), puerto-ricanische Schauspielerin und Sängerin
- Oscar Caro (1852–1931), deutscher Industrieller
- Pedro Caro y Sureda de la Romana (1761–1811), spanischer General
- Rafael Bellido Caro (1924–2004), spanischer Geistlicher, Bischof von Jerez de la Frontera
- Rafael Caro Quintero (* 1952), mexikanischer Drogenhändler
- Robert Caro (Industrieller) (1819–1875), deutscher Industrieller
- Robert A. Caro (* 1935), US-amerikanischer Autor und Journalist
- Robert Emil Caro (1885–1974), deutscher Metallindustrieller
- Santiago Martínez Caro (1926–2001), spanischer Diplomat
- Santiago Martínez-Caro de la Concha-Castañeda (* 1957), spanischer Diplomat
- Tim Caro (Timothy M. Caro) (* 1951), US-amerikanischer Verhaltensbiologe
- Walter Caro (Widerstandskämpfer) (1899–1945), deutscher Widerstandskämpfer
- Walter Caro (Chemiker) (1909–1988), deutscher Chemiker und Widerstandskämpfer